# Dunaszentbenedek
Dunaszentbenedek è un comune dell'Ungheria di 960 abitanti (dati 2005). È situato nella contea di Bács-Kiskun.

## Geografia fisica
È situato a 10 km da Kalocsa sulla riva del Danubio.